# Свобода (фильм)
Свобода (англ. Freedom) — американский фильм режиссёра Питера Казенса, в главных ролях Кьюба Гудинг-младший, Уильям Сэдлер и Шарон Лил. 
Фильм рассказывает две истории параллельно. Первая — побег чёрной семьи из рабства в Вирджинии до Гражданской войны на свободу в Канаду, которому помогли Подземная железная дорога, набожные квакеры и Фредерик Дуглас. Вторая история — путешествие предка из Африки (Гамбия) в британскую колонию в Новом Свете (Южная Каролина).

## В ролях
- Кьюба Гудинг-младший — Сэмюел
- Бернхард Форчер — Джон Ньютон
- Уильям Сэдлер — Плимптон
- Шарон Лил — Ванесса
- Дэвид Раш — Джефферсон Монро
- Терренс Манн — Барни Фейган
- Джубилант Сайкс[англ.] — Озиас
- Майкл Гудвин[англ.] — Гарретт
- Дайан Сэлинджер[англ.] — Фанни
- Анна Симс — Мэри